# Sarydzhaz
Sarydzhaz är ett vattendrag i Kina. Det ligger i den västra delen av landet, 3 000 km väster om huvudstaden Peking.